# Comanche (Texas)
Comanche é uma cidade localizada no estado norte-americano do Texas, no Condado de Comanche.

## Demografia
Segundo o censo norte-americano de 2000, a sua população era de 4482 habitantes.
Em 2006, foi estimada uma população de 4327, um decréscimo de 155 (-3.5%).

## Geografia
De acordo com o United States Census Bureau tem uma área de
11,6 km², dos quais 11,6 km² cobertos por terra e 0,0 km² cobertos por água. Comanche localiza-se a aproximadamente 421 m acima do nível do mar.

## Localidades na vizinhança
O diagrama seguinte representa as localidades num raio de 36 km ao redor de Comanche.